# STS-2
La misión STS-2 fue una misión del transbordador espacial de la NASA usando el transbordador espacial Columbia, lanzada el 12 de noviembre de 1981. Esta fue la segunda misión del transbordador espacial, y fue también la segunda misión del transbordador espacial Columbia. Fue así la primera vez que una nave espacial tripulada y reutilizable dejó la tierra en su segunda misión y regresó del espacio. Anteriormente,  la cápsula suborbital no tripulada Gemini 2 se reutilizó en otra prueba suborbital para el proyecto Manned Orbiting Laboratory después de haber sido renovada.

## Tripulación
- Joseph H. Engle (4), Comandante
- Richard H. Truly (1), Piloto

(1) número de vuelos espaciales hechos por cada miembro de la tripulación, hasta la fecha inclusive esta misión.

### Tripulación de reserva
- Comandante de reserva: Thomas K. Mattingly
- Piloto de reserva: Henry W. Hartsfield

## Parámetros de la misión
- Masa:
  - Orbitador al despegue: 230.707 lb (104.647 kg)
  - Orbitador al aterrizaje: 204.258 lb (92.650 kg)
  - Carga DFI: 18.777 lb (8.517 kg)
- Perigeo: 138 mi (222 km)
- Apogeo: 144 mi (231 km)
- Inclinación: 38,0°
- Período: 89,0 min

## Lo más destacado de la misión
Durante la misión, el presidente Ronald Reagan visitó el Centro de Control de la Misión. Estaba prevista su visita durante la STS-1, pero fue cancelada debido al intento de asesinato de Reagan dos semanas antes.

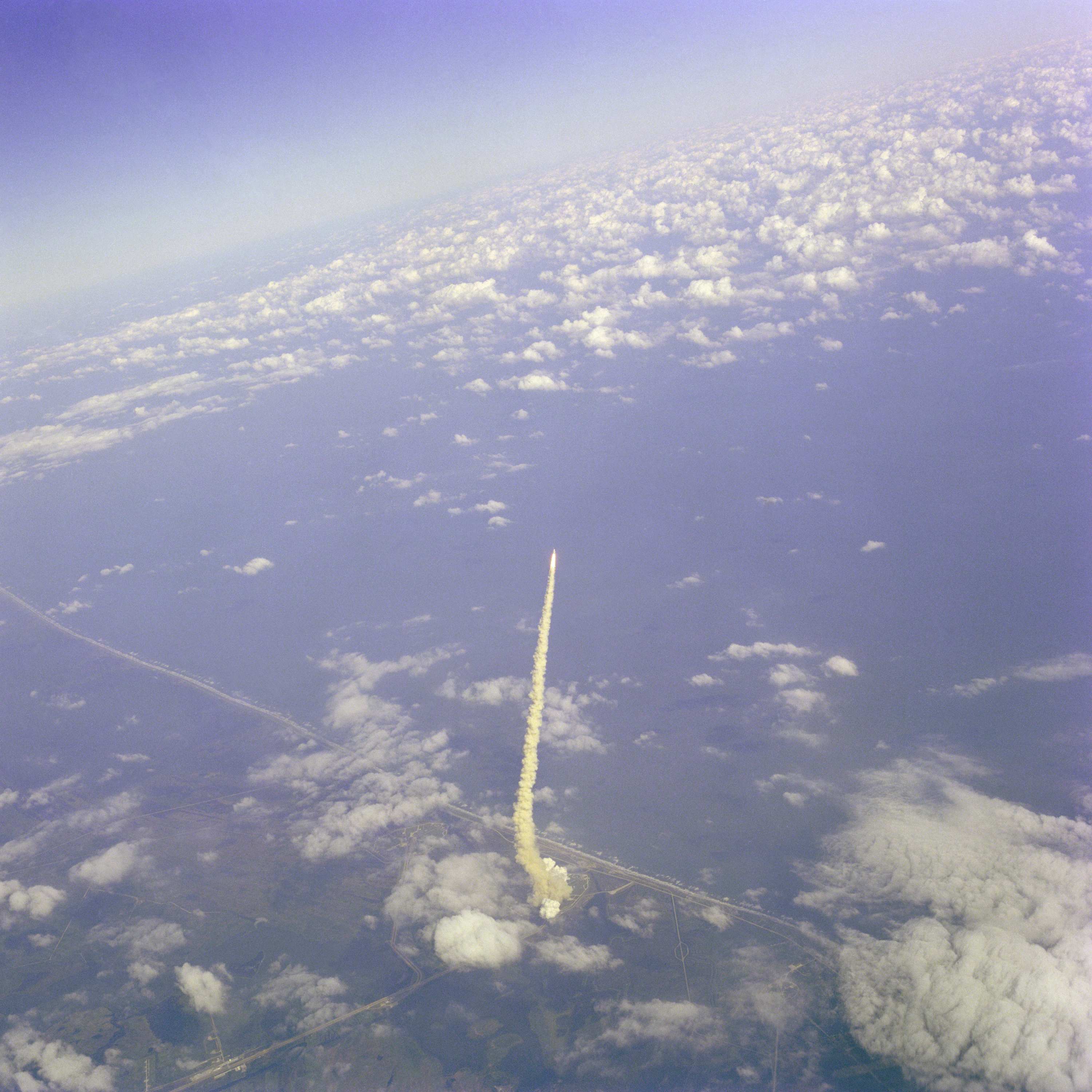
Vista aérea del lanzamiento del STS-2 Columbia desde el complejo de lanzamiento 39A en el Centro Espacial Kennedy en Cabo Cañaveral, Florida.

## Insignia de la misión
Las dos estrellas en el fondo negro del parche de la misión identifica la designación numérica en la secuencia de misiones del sistema de transporte espacial.